# Astragalus andabaddensis
Astragalus andabaddensis es una especie de planta del género Astragalus, de la familia de las leguminosas, orden Fabales.
Fue descrita científicamente por Maassoumi, Bagheri & F. Ghahrem.